# Парламент Мозамбика
Скупштина Републике Мозамбик (порт. Assembleia da República) најважнији је законодавни орган власти у Републици Мозамбик. Скупштина је једнодомна и има 250 посланика који се бирају на изборима по пропорционалном систему на период од 5 година. Изборни цензус за парламент је 5% гласова од свих изашлих бирача. Званични назив институције до 1994. био је Народна скупштина (порт. Assembleia Nacional Popular).
У Парламенту тренутно мандате имају три политичке партије: ФРЕЛИМО, РЕНАМО и Демократски покрет. Функцију председника Парламента од 13. јануара 2020. обавља Есперанса Биас испред владајуће партије ФРЕЛИМО. 